# Slovenija na Svetovnem prvenstvu v nogometu 2010
Slovenija na Svetovnem prvenstvu v nogometu 2010, kjer je pod vodstvom selektorja Matjaža Keka izpadla v prvem delu.
Slovenija se je uvrstila na Svetovno prvenstvo v Južni Afriki, ki je potekalo od 11. junija do 11. julija 2010. Slovenija je igrala med 32 reprezentancami sveta. Iz Evrope se je na mundial uvrstilo 13 reprezentanc, iz Afrike 5 + Južna Afrika kot gostitelj, iz Južne Amerike jih je 5, iz srednje in Severne Amerike 3, iz Azije 4 in iz Oceanije 1. Južna Afrika bo kot domačin prvenstva postavljena na položaj A1 v skupini A. FIFA bo med samim žrebom upoštevala še nekatere geografske kriterije. Tako v isti skupini ne bosta smeli biti dve ekipi z iste celine (izjema so evropske reprezentance, kjer sta lahko v skupini po dve iz bobna 1 in ena iz bobna 4). To pomeni, da Južna Afrika kot ena izmed nosilk bobna 1 ne more igrati proti afriškim reprezentancam iz bobna 3, Argentina in Brazilija pa ne moreta igrati s tremi preostalimi južnoameriškimi ekipami, prav tako iz bobna 3. Pri določanju bobnov so upoštevali Fifino lestvoco za mesec oktober 2009, tako da tekme dodatnih kvalifikacij niso vplivale na uvrstitev v bobne. Žreb skupin SP 2010 bo opravljen 4. decembra 2009 ob 19.00 uri po lokalnem času. Žrebanje 8 skupin s po 4 reprezentancami v vsaki skupini bo potekalo v Cape Townu (Južnoafriška Republika). Žreb bo vodil generalni sekretar FIFA, Jerome Valcke.
Mednarodna nogometna zveza (FIFA) je v Cape Townu odločila, da na SP 2010 ne bo uporabljena pomoč televizijskih posnetkov pri odločanju glede prekrškov in zadetkov ter vseh sumljivih odločitev. Prav tako ne bo nobenih pomožnih sodnikov razen glavni sodnik, dva stranska sodnika in četrti sodnik ter delegat na tribuni. Odprli pa so tudi preiskavo glede igranja z roko v drug tekmi dodatnih kvalifikacvij med Irsko in Francijo v Parizu, ki je bila 18. 11. 2009. Interpol pa bo preiskoval domnevne manipulacije, nedovoljene stave in vse nepravilnosti, ki bi vplivale na nepoštenost sojenja ali igre ter bi tako vplivale na potek tekme oz. na tekmovanje v duhi prijateljstva.
FIFA je na uradni strani SP 2010 v Južni Afriki 2. decembra 2009 objavila žrebalne bobne za SP 2010. Slovenija je v bobnu 4.
| Boben 4                                                            | Boben 1                                                                     | Boben 2                                                                            | Boben 3                                                                 |
| ------------------------------------------------------------------ | --------------------------------------------------------------------------- | ---------------------------------------------------------------------------------- | ----------------------------------------------------------------------- |
| Slovenija Danska Grčija Francija Portugalska Slovaška Srbija Švica | Anglija Argentina Brazilija Nizozemska Nemčija Italija Južna Afrika Španija | Avstralija Honduras Japonska Južna Koreja Mehika Nova Zelandija Severna Koreja ZDA | Alžirija Čile Gana Kamerun Nigerija Paragvaj Slonokoščena obala Urugvaj |

#### Skupina Slovenije na SP 2010
Slovenija bo igrala v skupini  C z reprezentancami Anglije, ZDA in Alžirije. Drugo tekmo v skupini C, prvo tekmo slovenske reprezentance na SP 2010 in šesto tekmo prvenstva bo Slovenija igrala z reprezentanco Alžirije, dne 13. junija 2010 ob 13.30 uri (UTC+1 ob 12.30 uri), v Polokwaneju na stadionu Peter Mokaba. Drugo tekmo (22 tekmo prvenstva) bo Slovenija odigrala dne 18. junija 2010 ob 16.00 uri (UTC+1 ob 15.00 uri) z reprezentanco ZDA, v Johanesburgu na stadionu Ellis Park. 37 tekmo prvenstva, zadnjo tekmo v skupini C pa bo odigrala 23. junija 2010 ob 16.00 uri (UTC+1 ob 15.00 uri) z reprezentanco Anglije, v Pretoriji na stadionu Nelson Mandela. 
V primeru, da bo Slovenija prva ali druga v skupini C se bo uvrstila med 16 najboljših reprezentanc sveta. Slovenija bi tako igrala tekmo s prvo ali drugo uvrščeno reprezentanco iz skupine D.
| Skupina D: - Nemčija, - Gana, - Srbija ali - Australija |

V primeru izključitve reprezentanc pod oznako D1 ali D2 bi Slovenija zaigrala v 1/4 finalu SP 2010. Tako bi igrali z možnimi nasprotniki iz dveh skupin, torej iz skupin A in B. Naši potencialni nasprotniki bi bili iz skupine A ali B.
| Skupina A: - JAR, - Mehika, - Urugvaj ali - Francija | Skupina B: - Argentina, - Nigerija, - J. Koreja ali - Grčija |

Slovenija bo za nastop v polfinalu morala izključiti reprezentance pod oznakami tekem 1, 2, 3 ali 4 v 1/4 finalnih tekmah SP 2010. Te reprezentance pa so lahko iz skupin E, F, G ali H.
| Skupina E: - Nizozemska, - Danska, - Japonska ali - Kamerun | Skupina F: - Italija, - Paragvaj, - Nova Zelandija ali - Slovaška | Skupina G: - Slonokoščena obala, - Portugalska, - Brazilija ali - S. Koreja | Skupina H: - Honduras, - Čile, - Španija ali - Švica |

Šele v finalni tekmi 11. julija 2010 oz. tekmi za tretje mesto 10. julija 2010 se Slovenija lahko sreča z reprezentanco, ki bo se prav tako uvrstila med 16 najboljših na svetu. In če se bo seveda plasirala skozi 1/8 finala, 1/4 finala in pol-finale. Tam pa lahko dobi katero koli iz med 32 reprezentanc udeleženk 19. FIFA SP 2010 v JAR.

##### Pripravljalna baza slovenske nogometne reprezentance
Slovenska nogometna reprezentanca je v alpski vasici Brunic na Južnem Tirolskem v Italiji našla zadostno mero intimnosti, prave pogoje za delo ter seveda pravšnji ambient. Od hotela Majestic v katerem so prebivali jih je do spodnje postaje gondole, ki se vzpenja na Kronplatz in nogometnega igrišča ločilo le dobrih 100m. Pravzaprav je kraj že nogometno uveljavljen, saj na letne priprave v Brunic  prihajajo ekipe kot so milanski Inter in rimska Roma.
Trojica odprave Matjaž Kek, Boštjan Gasser in Aleš Zavrl je našla pripravljalno bazo slovenske nogometne reprezentance v Johannesburgu za SP 2010. Bivali bodo v hotelu Southern Sun v četrti Hyde Park. 
Treningi reprezentance v JAR bo se odvijal na igralnih površinah Hyde Park High Schoola v Johannesburgu. Objekt obsega glavno in dve pomožni igrišči.

##### Statistika skupine C na SP 2010
| Država    | Nastopov na SP | Osvojenih naslovov SP | Tekem na SP | Zmag | Remijev | Porazov | Mesto na FIFA lestvici | Točk |
| --------- | -------------- | --------------------- | ----------- | ---- | ------- | ------- | ---------------------- | ---- |
| Anglija   | 12             | 1                     | 55          | 25   | 17      | 13      | 9                      | 1063 |
| ZDA       | 8              | 0                     | 25          | 6    | 3       | 16      | 14                     | 980  |
| Alžirija  | 2              | 0                     | 6           | 2    | 1       | 3       | 28                     | 823  |
| Slovenija | 1              | 0                     | 3           | 0    | 0       | 3       | 33                     | 756  |

##### Skupina C
| Ekipe     | Tekem | Zmag | Remijev | Porazov | Gol razlika | Točk |
| --------- | ----- | ---- | ------- | ------- | ----------- | ---- |
| Slovenija | 2     | 1    | 1       | 0       | 1           | 4    |
| ZDA       | 2     | 0    | 2       | 0       | 0           | 2    |
| Anglija   | 2     | 0    | 2       | 0       | 0           | 2    |
| Alžirija  | 2     | 0    | 1       | 1       | -1          | 1    |

Tekme slovenske reprezentance v skupini C:
| nedelja, 13. junij 2010 13:30 | Alžirija | 0 - 1     | Slovenija | Stadion: Peter Mokaba Stadion; Polokwane (1300m n.m.v.) Gledalcev: 35.000 Sodnik: glavni sodnik: Batres (GVA) |
| nedelja, 13. junij 2010 13:30 |          | Koren 79' |           | Stadion: Peter Mokaba Stadion; Polokwane (1300m n.m.v.) Gledalcev: 35.000 Sodnik: glavni sodnik: Batres (GVA) |

| Ekipne barve | Ekipne barve | Ekipne barve |
| Ekipne barve |              |              |
| Ekipne barve |              |              |
|              |              |              |
| Alžirija     |              |              |

| Ekipne barve | Ekipne barve | Ekipne barve |
| Ekipne barve |              |              |
| Ekipne barve |              |              |
|              |              |              |
| Slovenija    |              |              |

| ALŽIRIJA                |    |                         |    |                    |         |
|                         |    |                         |    |                    |         |
| GK                      | 16 | Faouzi Chaouchi         |    |                    |         |
| RB                      | 4  | Antar Yahia             |    |                    |         |
| CB                      | 2  | Madjid Bougherra        |    |                    |         |
| CB                      | 5  | Rafik Halliche          |    |                    |         |
| LB                      | 3  | Nadir Belhadj           |    |                    |         |
| RM                      | 8  | Mehdi Lacen             |    |                    |         |
| CM                      | 15 | Karim Ziani             |    |                    |         |
| LM                      | 19 | Hassan Yebda 90+5'      |    |                    |         |
| RW                      | 21 | Foued Kadir / 82' MF    | 17 | Adlène Guedioura   |         |
| SS                      | 13 | Karim Matmour / 81' FW  | 10 | Rafik Saïfi        |         |
| CF                      | 11 | Rafik Djebbour / 58' FW | 9  | Abdelkader Ghezzal | 59' 73' |
| Selektor:               |    |                         |    |                    |         |
| Rabah Saadane, Alžirija |    |                         |    |                    |         |

| SLOVENIJA             |    |                                                             |
| GK                    | 1  | Samir Handanović                                            |
| RB                    | 2  | Mišo Brečko                                                 |
| CB                    | 5  | Boštjan Cesar                                               |
| CB                    | 4  | Marko Šuler                                                 |
| LB                    | 13 | Bojan Jokič                                                 |
| LM                    | 10 | Valter Birsa / 84' FW 7 Nejc Pečnik                         |
| CM                    | 18 | Aleksandar Radosavljević 35' / 87' MF 20 Andrej Komac 90+3' |
| CM                    | 8  | Robert Koren 79'                                            |
| RM                    | 17 | Andraž Kirm                                                 |
| SS                    | 14 | Zlatko Dedič / 54' FW 9 Zlatan Ljubijankić                  |
| CF                    | 11 | Milivoje Novakovič                                          |
| Selektor:             |    |                                                             |
| Matjaž Kek, Slovenija |    |                                                             |

| Igralec tekme: Robert Koren (Slovenija) Pomočnika sodnika: Leonel Leal (Kostarika) Carlos Pastrana (Honduras) Četrti sodnik: Peter O'Leary (Nova Zelandija) Peti sodnik: Brent Best (Nova Zelandija) |

| petek, 18. junij 2010 16:00 | Slovenija                 | 2 - 2 | ZDA                     | Stadion: Ellis Park Stadion; Johannesburg (1740m n.m.v.) Sodnik: Coulibaly (Mali) |
| petek, 18. junij 2010 16:00 | Birsa 13' Ljubijankić 42' |       | Donovan 48' Bradley 82' | Stadion: Ellis Park Stadion; Johannesburg (1740m n.m.v.) Sodnik: Coulibaly (Mali) |

| Ekipne barve | Ekipne barve | Ekipne barve |
| Ekipne barve |              |              |
| Ekipne barve |              |              |
|              |              |              |
| Slovenija    |              |              |

| Ekipne barve | Ekipne barve | Ekipne barve |
| Ekipne barve |              |              |
| Ekipne barve |              |              |
|              |              |              |
| ZDA          |              |              |

| SLOVENIJA             |    |                          |
|                       |    |                          |
| GK                    | 1  | Samir Handanović         |
| RB                    | 2  | Mišo Brečko              |
| CB                    | 5  | Boštjan Cesar            |
| CB                    | 4  | Marko Šuler              |
| LB                    | 13 | Bojan Jokič              |
| LM                    | 10 | Valter Birsa 13'         |
| CM                    | 18 | Aleksandar Radosavljević |
| CM                    | 8  | Robert Koren             |
| RM                    | 17 | Andraž Kirm              |
| FW                    | 9  | Zlatan Ljubijankić 42'   |
| CF                    | 11 | Milivoje Novakovič       |
| Selektor:             |    |                          |
| Matjaž Kek, Slovenija |    |                          |

| ZDA              |
| Selektor:        |
| Bob Bradley, ZDA |

| sreda, 23. junij 2010 16:00 | Slovenija | 0-1 | Anglija | Stadion: Nelson Mandela Stadion; Pretoria (60m n.m.v.) |
| sreda, 23. junij 2010 16:00 |           |     |         | Stadion: Nelson Mandela Stadion; Pretoria (60m n.m.v.) |

| Ekipne barve | Ekipne barve | Ekipne barve |
| Ekipne barve |              |              |
| Ekipne barve |              |              |
|              |              |              |
| Slovenija    |              |              |

| Ekipne barve | Ekipne barve | Ekipne barve |
| Ekipne barve |              |              |
| Ekipne barve |              |              |
|              |              |              |
| Anglija      |              |              |

| SLOVENIJA             |  |
|                       |  |
| Selektor:             |  |
| Matjaž Kek, Slovenija |  |

| ANGLIJA                |
| Selektor:              |
| Fabio Capello, Italija |